# Vänersnäs landskommun
Vänersnäs landskommun var en tidigare kommun i dåvarande Skaraborgs län.

## Administrativ historik
Den bildades som landskommunen Näs i Näs socken i Åse härad i Västergötland när 1862 års kommunalförordningar trädde i kraft.  År 1885 namnändrades kommunen till Vänersnäs i särskiljande syfte.
Vid kommunreformen 1 januari 1952 överfördes Vänersnäs landskommun till Älvsborgs län (enligt beslut den 3 mars 1950) och inkorporerades i Västra Tunhems landskommun.
Västra Tunhem i sin tur upphörde 1974 genom sammanläggning med Vänersborgs kommun där Vänersnäs kommuns område utgör Vänersnäs församling. 

## Politik

### Mandatfördelning i valen 1938-1946
| 10 | 1 | 1 | 1 | 2 |

| 15 |

| 9 | 6 |

| 15 |

| 9 | 6 |

| 15 |